# Pau armada
La Pau armada (1871-1914) va ser un període de la història política d'Europa que s'estén des de la fi de la guerra francoprusiana fins a l'inici de la Primera Guerra Mundial i que es caracteritza pel fort desenvolupament de la indústria bèl·lica de les potències i per la tensió creixent en les relacions internacionals. Aquesta carrera armamentística entre les potències europees, ajudades pel creixement de la Belle Époque de finals del segle xix i principis del segle xx, va ser una de les causes més notòries de la Primera Guerra Mundial. Les contínues tensions entre Estats a causa de conflictes tant nacionalistes com imperialistes van donar lloc al fet que cada Estat destinés gran quantitat del capital estatal a la inversió de la indústria d'armament ia l'enfortiment de l'exèrcit, tota aquesta excessiva despesa militar desembocaria a la llarga en fallides nacionals. La política de l'època es basava en la idea expressada per la llei llatina Si vis pacem, para bellum, que significa: Si vols la pau, prepara't per a la guerra.
Tot això va donar lloc a un complex, reinstaurat, sistema d'aliances on les nacions es trobaven en conflicte sense estar en guerra.